# 山口義行
山口 義行（やまぐち よしゆき、1951年5月10日 - ）は、日本の経済学者。立教大学名誉教授。
中小企業サポートネットワーク、スモールサン主宰。政策工房J-Way代表。
経済学者として全国各地で講演活動やメディア出演するほか、中小企業の視点にたった政策論の展開、および中小企業経営者向けの勉強会などを行っている。

## 人物
愛知県名古屋市出身。
1974年（昭和49年）、立教大学経済学部卒業、同大学院後期課程単位取得退学。
東邦学園短期大学専任講師、名城大学商学部専任講師、立教大学経済学部助教授を経て、2001年（平成3年）より同教授、2017年より同名誉教授。
専門は金融論、特に中小企業の視点から、金融的な視点でマクロ経済を分析すること。久留間健に師事。
研究分野はインフレーション、貨幣資本の蓄積、金融肥大化、金融市場、金融不安など。
2018年3月まで、外務省参与として中小企業の海外展開、関東経済産業局「新連携支援」政策の事業評価委員長として中小企業連携支援に関わる。
さらに、中小企業経営者との勉強会（スモールサン）を全国で開催するなど、自ら中小企業支援を積極的に展開している。
メディアへの出演も多くNHK総合テレビ「クローズアップ現代」、同「サキドリ!」、テレビ東京「未来世紀ジパング」など多数の番組でコメンテーターを務め、BS11の「中小企業ビジネスジャーナル」ではメインキャスターとして番組作りに関わっている。
2011年にNHK総合テレビ「クローズアップ現代」内で3000回放送を記念して行われた出演回数ベスト10ランキングでは第3位に選ばれた。
民間の政策立案組織である「政策工房J-WAY」の代表として政策提言活動なども行っている。

## 略歴
出典

### 学歴
- 1970年3月   愛知県立名古屋西高等学校卒業
- 1974年3月　立教大学経済学部卒業
- 1976年3月　立教大学大学院経済学研究科博士課程前期課程修了
- 1982年3月　立教大学大学院経済学研究科博士課程後期課程単位取得退学

### 学位
- 1976年3月　経済学修士（立教大学）

### 職歴
- 1986年4月　東邦学園短期大学商学科専任講師（1990年3月まで）
- 1990年4月　名城大学商学部専任講師（1993年3月まで）
- 1993年4月　立教大学経済学部助教授（2001年3月まで）
- 1995年4月　立教大学経済学部経済学科長・教務主任（1997年3月まで）
- 2001年4月　立教大学経済学部教授
- 2017年3月　立教大学経済学部を定年退職
- 2017年4月　立教大学名誉教授

### 学会活動
金融学会、信用理論学会、経済理論学会

### 社会における活動
- 経済産業省中小企業庁　中小企業憲章に関する研究会委員（2010年）
- 経済産業省中小企業庁　中小企業政策審議会企業力強化部会委員（2011年）
- 関東経済産業局　新連携支援政策事業評価委員長（2005年～2016年）
- 法務省　法曹養成フォーラム委員（2012年～2014年）
- 外務省　参与（2012年～2018年）
- スモールサン・エグゼクティブプロデューサー（現在）

## 出演メディア
（※放送終了番組、不定期出演含む）

### テレビ
| 放送局     | 番組名                                              |
| ---------- | --------------------------------------------------- |
| NHK総合    | クローズアップ現代／ サキドリ!／ Bizスポ            |
| フジテレビ | 情報プレゼンター とくダネ!                          |
| テレビ東京 | 日経スペシャル 未来世紀ジパング〜沸騰現場の経済学〜 |
| BS11       | 中小企業ビジネスジャーナル（毎月第1水曜23時～24時） |

### ラジオ
| 放送局    | 番組名 |
| --------- | --- |
| NHKラジオ | ラジオあさいちばん「ビジネス展望」／マイあさラジオ「社会の見方・私の視点」／東京03の好きにさせるかッ!「働く大人アカデミー」 |
| 文化放送  | 福井謙二 グッモニ |

### その他
- 朝日ニュースター 山口教授の"ホントの経済"

## 著作
- 『社長の経済学』（カドカワ・中経出版）2014年2月22日初刊 ISBN 4046001461[4]
- 『終わりなき世界金融危機――バブルレス・エコノミーの時代』（岩波書店）2012年9月26日初刊 ISBN 4000258605[5]
- 『山口義行の“ホント”の経済』（スモールサン出版）2012年5月17日初刊 ISBN 4883619680[6]
- 『本当に日本銀行が悪いのか』（三恵社）2011年3月31日初刊 ISBN 4883618285[7]
- 『バブル・リレー―21世紀型世界恐慌をもたらしたもの』（岩波書店）2009年2月17日初刊 ISBN 4000244469[8]
- 『聞かせる技術』（河出書房新社）2008年5月22日初刊 ISBN 4309244408[9]
- 『現場に「解」あり！』（中央公論新社）2007年6月10初刊 ISBN 4120038386[10]
- 『経済再生は「現場」から始まる―市民・企業・行政の新しい関係』（中央公論新社　中公新書）2004年3月25初刊 ISBN 4121017374[11]
- 『誰のための金融再生か―不良債権処理の非常識 』（筑摩書房　ちくま新書）2002年6月20初刊 ISBN 4480059520[12]
- 『金融ビッグバンの幻想と現実』（時事通信社）1997年11月初刊 ISBN 4788797399[13]

## 共著
- 『ポスト不況の日本経済　停滞から再生への構図』講談社、1994年 ISBN 4061492128[14]
- 『現代経済と金融の空洞化』（有斐閣選書、共編著）1987年6月初刊 ISBN 4641180490[15]